# ستویکوو
ستویکوو (به لهستانی:  Stójków) یک روستا در لهستان است که در گمینا لاندک-زدروی واقع شده‌است. ستویکوو ۱۹۹ نفر جمعیت دارد.